# Macadàmia
Macadàmia (Macadamia) és un gènere d'angiosperma de la família de les proteàcies (Proteaceae), propi d'Austràlia i Indonèsia. Les espècies d'aquest gènere són arbres de 6 a 40 metres d'alçada

## Característiques
Tenen una distribució disjunta, amb set espècies a Austràlia i Indonèsia i una altra (M. hildebrandii) a Cèlebes.
Les espècies d'aquest gènere són arbres de 6 a 40 metres d'alçada. Les fulles són persistents i estan disposades en grups de tres a sis. Les flors es troben agrupades en forma de raïm de 5 a 30 centímetres de llarg i tenen quatre tèpals. El fruit és un fol·licle dur i globós amb una o dues llavors.

## Conreu i usos
Només les espècies M. integrifolia i M. tetraphylla (que normalment estan hibridades) tenen importància comercial. La resta són no comestibles o tòxiques.
Són plantes que tarden uns deu anys a donar fruit, però després en poden donar fins als cent anys. La temperatura òptima és de 25 °C i no convé que baixi dels 10 °C. Necessiten molta aigua. A més d'Austràlia, es conreen a Hawaii, Califòrnia, Israel i el Brasil, entre altres països.
La coberta del fruit de la macadàmia és extremadament dura i cal instrumental especial per trencar-la.
L'oli de macadàmia, obtingut de Macadamia integrifolia, conté un 22% d'omega-7.
Les nous de macadàmia són tòxiques per als gossos, als quals provoca feblesa i impossibilitat d'aguantar-se drets, encara que es recuperen passades 48 hores.

## Taxonomia
El gènere Macadamia inclou 5 espècies acceptades i diverses espècies dubtoses:
- Macadamia francii (Guillaumin) Sleumer
- Macadamia integrifolia Maiden & Betche
- Macadamia neurophylla (Guillaumin) Virot
- Macadamia ternifolia F.Muell.
- Macadamia tetraphylla L.A.S.Johnson